# Chevak
Chevak ist ein Ort mit dem Status einer City in der Kusilvak Census Area in Alaska. Das U.S. Census Bureau hatte bei der Volkszählung 2020 eine Einwohnerzahl von 951 ermittelt. Im Eskimo-Dorf wird der Cupik-Dialekt gesprochen.

## Geographie
Chevak liegt am rechten Ufer des Ninglikfak River, einem kleineren Fluss im Yukon-Kuskokwim-Delta, der in überwiegend südwestlicher Richtung zum Meer fließt. Der etwa 12 m hoch gelegene Ort befindet sich 10 km von der Meeresküste entfernt. Hooper Bay, der nächstgelegene Ort, befindet sich 27 km weiter westlich. Chevak verfügt über einen Flugplatz.

## Geschichte
Der Name „Chevak“ bedeutet „ein verbindender Slough (Wasserstraße, Kanal, Flussarm)“ und bezog sich auf die Siedlung Nunarulurmiut (⊙), die knapp 13 km südöstlich vom heutigen Chevak lag. Nunarulurmiut lag am Abzweig des Keoklevik River vom Kashunuk River. Nunarulurmiut wurde von Sturmfluten überschwemmt. Weiterhin gab es den Bedarf nach einer Schule. In der Folge wurde Nunarulurmiut in den 1940er Jahren aufgegeben und die Einwohner ließen sich am heutigen Standort von Chevak nieder. Der neue Standort wurde 1948 vom U.S. Coast and Geodetic Survey (USC&GS) gemeldet. Der aufgegebene Ort wurde als „Old Chevak“, der neue Ort als „New Chevak“ bezeichnet. Ein Postamt wurde 1951 eröffnet. Im Jahr 1967 wurde Chevak zu einer „City“ erhoben. Heute lebt die Bevölkerung hauptsächlich von Subsistenzwirtschaft. Vier 30 m hohe Windräder produzieren Strom für Chevak. Zusätzlich gibt es vier Dieselgeneratoren. 2001 wurde eine Kläranlage in Betrieb genommen, an der der Ort angeschlossen ist. Die Häuser sind an die Trinkwasserversorgung angeschlossen. Internet ist ebenfalls verfügbar.

## Demografie
Zum Zeitpunkt der Volkszählung im Jahre 2020 (U.S. Census 2020) hatte Chevak 951 Einwohner auf einer Landfläche von 2,96 km². Von den Einwohnern waren 18 Weiße, ein afrikanisch-amerikanischer, 892 amerikanisch-indianischer Abstammung sowie ein Asiate.
Beim Zensus im Jahr 2000 wurden 765 Einwohner gezählt, 2010 waren es 938.